# Kamo no Yasunori
Kamo no Yasunori est un nom japonais traditionnel ; le nom de famille (ou le nom d'école), Kamo, précède donc le prénom (ou le nom d'artiste).
Kamo no Yasunori (賀茂 保憲) est un onmyōji, c'est-à-dire un praticien de l'onmyōdō -cosmologie ésotérique traditionnelle japonaise qui mélange les sciences naturelles et l'occultisme-, à l'époque japonaise de Heian. Il est considéré comme le premier onmyôji de son temps,.
Yasunori est le fils de l'onmyōji Kamo no Tadayuki. Selon un conte du Konjaku monogatari shū, à l'âge de dix ans, Yasunori accompagne son père à une séance d'exorcisme où il est en mesure de percevoir les démons —ce qui est un signe de talent, car, contrairement à Tadayuki, Yasunori est capable de le faire sans formation formelle—.
Il enseigne plus tard l'art du onmyōdō à Abe no Seimei qui devient son successeur en matière d'astrologie et de divination, tandis que le fils de Yasunori lui succède à la création du calendrier, considérée comme une tâche mineure,. Pendant plusieurs siècles consécutifs, le clan Abe contrôle le ministère du gouvernement de l'onmyōdō, tandis que les membres du clan Kamo sont gardiens héréditaires du calendrier.
Kamo no Yasunori no musume, deuxième fille de Yasunori, devient une poétesse reconnue.
La mort de Yasunori est un élément de l'intrigue de la pièce kabuki Ashiya Dōman Ōuchi Kagami (« Miroir courtois d'Ashiya Dōman »). Dans cette œuvre, celui-ci[Qui ?] possède le Kin'u Gyokuto Shū, livre de divination transmis de la main d'un assistant chinois. Il a l'intention de marier sa fille adoptive à son disciple Abe no Yasuna, le père d'Abe no Seimei, et de lui donner le livre, mais il meurt avant de le faire. Cela ouvre la voie à un conflit entre Ashiya Michitaru (comme est appelé Dōman dans la pièce) et Abe no Yasuna, relativement à la propriété du livre.

## Source de la traduction
- (en) Cet article est partiellement ou en totalité issu de l’article de Wikipédia en anglais intitulé « Kamo no Yasunori » (voir la liste des auteurs).